# Кандавл (божество)
Кандавл (дав.-гр. Κανδαύλης), Геракл Лідійський — лідійське божество.
Ім'я божества можна перекласти як «переможець собаки». За місцевою легендою Кандавл переміг підземного бога, що мав вигляд мотрошного пса. Вочевидь саме цей переказ згодом став основою міфу про дванадцятий подвиг Геракла.
Саме з Гераклом ототожнювали Кандавла сусіди лідійців — греки. Оскільки перша відома нам династія лідійських царів виводила свій рід від Кандавла, вона отримала назву Гераклідів.
Поширеним було також ототожнення Кандавла з Гермесом. Можливо тому, що лідійці вважали його богом мудрості та писемності.
Кандавлом іменували також одну з лідійських страв.